# Thịt mèo

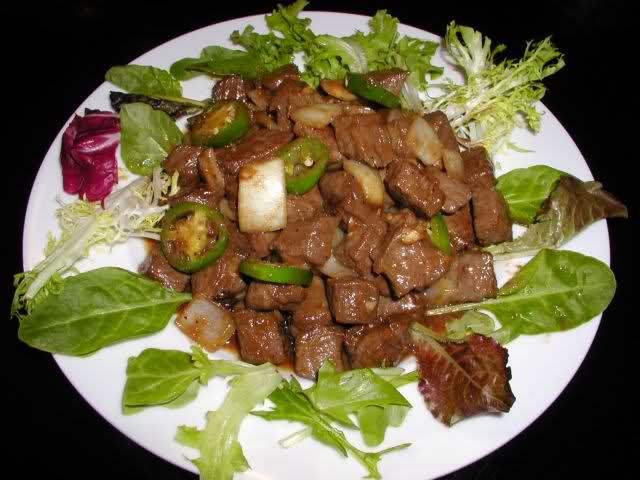
Thịt mèo

Đầu mèo

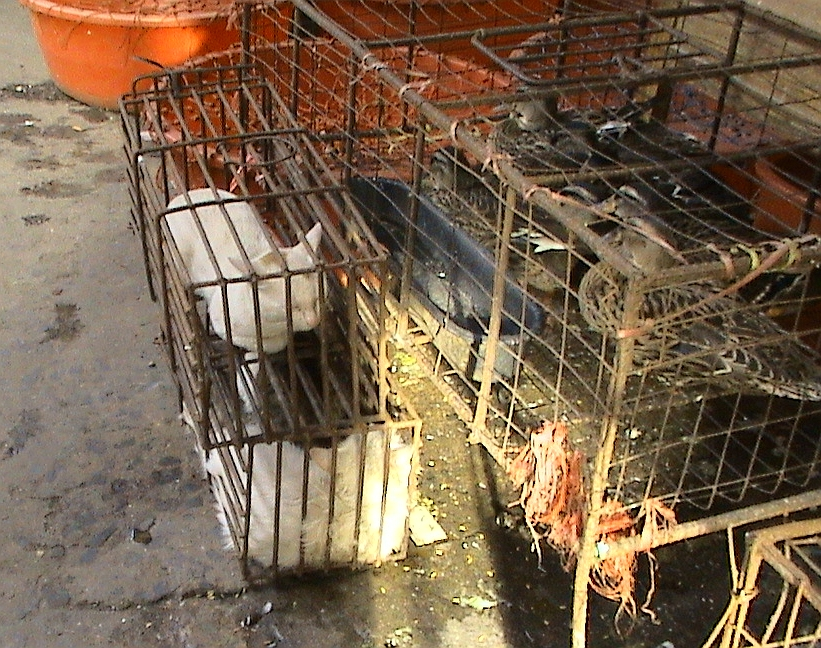
Mèo bán làm thịt, cùng với vịt

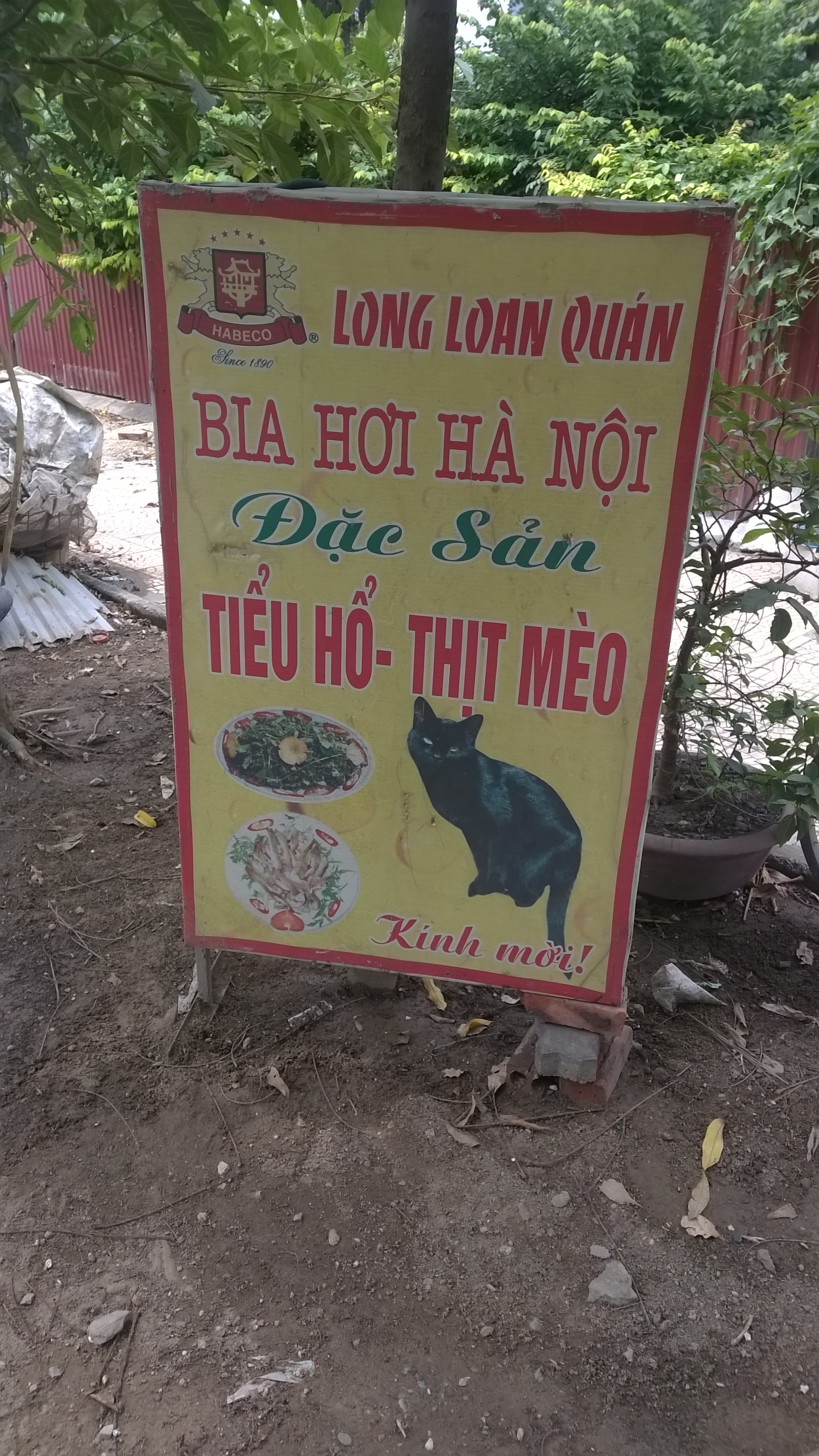
Biển quảng cáo thịt mèo

Thịt mèo hay thịt chế biến từ những con mèo nuôi trong nhà được dùng làm thực phẩm tại một số quốc gia.
trong khi nhiều người tại một số quốc gia khác lại tin rằng ăn thịt mèo sẽ mang lại may mắn, sức khỏe và có thói. Một số nền văn hóa, cũng như tôn giáo khác nhau, cho rằng việc tiêu thụ thịt mèo là điều cấm kỵ, vì lý do vệ sinh hoặc các lý do nhân đạo.

## Việt Nam
Thịt mèo là một món ăn được một số người ưa thích tại miền Bắc Việt Nam, nhất là vùng Thái Bình. Tuy nhiên, ở hầu hết các vùng miền Trung và miền Nam Việt Nam thì việc buôn bán hay ăn thịt mèo đều bị coi là xui xẻo. Trong khi đó, người ở miền Bắc lại luôn thích mua bán mèo để làm cao mèo hoặc làm món tiểu hổ, nhiều người lại cho rằng ăn thịt mèo giải được vận xui, kể cả các quan chức.
Từ khi nạn chuột hoành hành và tàn phá mùa màng tại nhiều vùng quê Bắc bộ, Thủ tướng Việt Nam đã ra chỉ thị số 09/1998/CT- TTg quy định rõ: "Thu hồi giấy phép kinh doanh, dẹp ngay các quán thịt mèo, xử lý nghiêm những đối tượng chuyên đi bắt mèo, buôn bán mèo...". Tuy nhiên, tại nhiều vùng lúa, như Thái Bình là nơi từng phải chịu những tổn thất do chuột gây ra, thịt mèo vẫn cứ được bán và tiêu dùng công khai, kể cả các quan chức nhà nước cũng đến ăn, mà không bị xử lý.

### Thái Bình
Hiện nay tại Thái Bình, nơi còn được đặt tên là "thành phố thịt mèo" và thịt mèo là một trong những món ăn đặc sản nổi tiếng. Ngay ở thành phố Thái Bình người ta vẫn có thể thấy những con mèo được thui bên bờ đường, và có hơn 30 nhà hàng treo biển "đặc sản thịt mèo" công khai. Mèo bị giết theo những cách thức "man rợ thời trung cổ", đôi khi có chiến dịch công an và chỉ thị cấm của UBND tỉnh thì việc giết mổ và tiêu thụ thịt mèo mới giảm được chút, nhưng sau đợt chiến dịch thì lại bùng nổ trở lại.

## Tại nước ngoài
Luật Do Thái giáo và Hồi giáo cấm tiêu thụ thịt mèo.

### Trung Quốc
Tại Trung Quốc thịt mèo được tiêu thụ nhiều nhất tại Quảng Đông và Quảng Tây.
Tại Trung Quốc đang bị các nhà bảo vệ động vật lên tiếng phản đối tỉnh Quảng Đông do việc làm thịt mèo triền miên và cho rằng đây là hành vi man rợ.